# 톰 프라이스 (정치인)

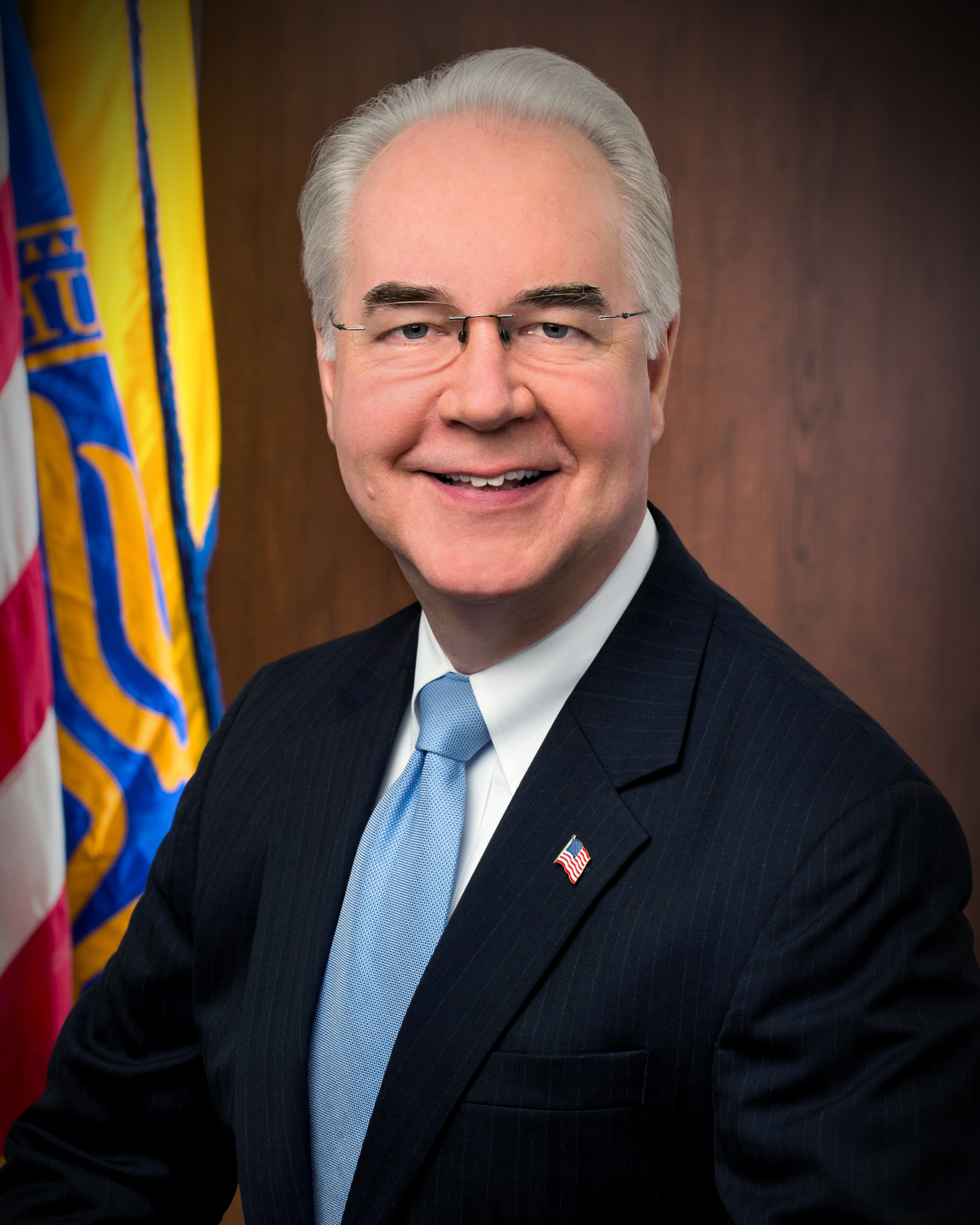
톰 프라이스

토머스 에드먼즈 프라이스(Thomas Edmunds Price, 1954년 10월 8일 ~ )는 간단히 톰 프라이스(Tom Price)로 잘 알려진 미국의 의사이자 정치인이다. 2005년부터 2017년까지 애틀랜타 북부 교외에 있는 조지아 제6선거구에서 선출된
하원의원이였다. 과거 공화당 조사위원회와 하원 공화당 정책위원회의 위원장을 맡았다. 2017년 미국 보건복지부 장관을 역임했으나, 9월 29일 보건복지부 장관을 사임했다.

## 역대 선거 결과
| 선거명      | 직책명                      | 대수  | 정당   | 득표율  | 득표수    | 결과 | 당락                   |
| ----------- | --------------------------- | ----- | ------ | ------- | --------- | ---- | ---------------------- |
| 1996년 선거 | 상원의원 (조지아 제56부)    | 144대 | 공화당 | 71.35%  | 41,732표  | 1위  | 조지아 주의원 당선     |
| 1998년 선거 | 상원의원 (조지아 제56부)    | 145대 | 공화당 | 75.14%  | 34,817표  | 1위  | 조지아 주의원 당선     |
| 2000년 선거 | 상원의원 (조지아 제56부)    | 146대 | 공화당 | 100.00% | 54,906표  | 1위  | 조지아 주의원 당선     |
| 2002년 선거 | 상원의원 (조지아 제56부)    | 147대 | 공화당 | 100.00% | 37,965표  | 1위  | 조지아 주의원 당선     |
| 2004년 선거 | 하원의원 (조지아 제6선거구) | 109대 | 공화당 | 99.97%  | 267,452표 | 1위  | 조지아주 하원의원 당선 |
| 2006년 선거 | 하원의원 (조지아 제6선거구) | 110대 | 공화당 | 72.39%  | 144,958표 | 1위  | 조지아주 하원의원 당선 |
| 2008년 선거 | 하원의원 (조지아 제6선거구) | 111대 | 공화당 | 68.48%  | 231,520표 | 1위  | 조지아주 하원의원 당선 |
| 2010년 선거 | 하원의원 (조지아 제6선거구) | 112대 | 공화당 | 99.91%  | 198,100표 | 1위  | 조지아주 하원의원 당선 |
| 2012년 선거 | 하원의원 (조지아 제6선거구) | 113대 | 공화당 | 64.51%  | 189,669표 | 1위  | 조지아주 하원의원 당선 |
| 2014년 선거 | 하원의원 (조지아 제6선거구) | 114대 | 공화당 | 66.04%  | 139,018표 | 1위  | 조지아주 하원의원 당선 |
| 2016년 선거 | 하원의원 (조지아 제6선거구) | 115대 | 공화당 | 61.68%  | 201,088표 | 1위  | 조지아주 하원의원 당선 |

## 참고 자료
- (영어) 출연 - C-SPAN
- Biography - Biographical Directory of the United States Congress
- Profile - Project Vote Smart
- Financial information (federal office) - Federal Election Commission
- Legislation sponsored - The Library of Congress